# Heilige Josephkapel

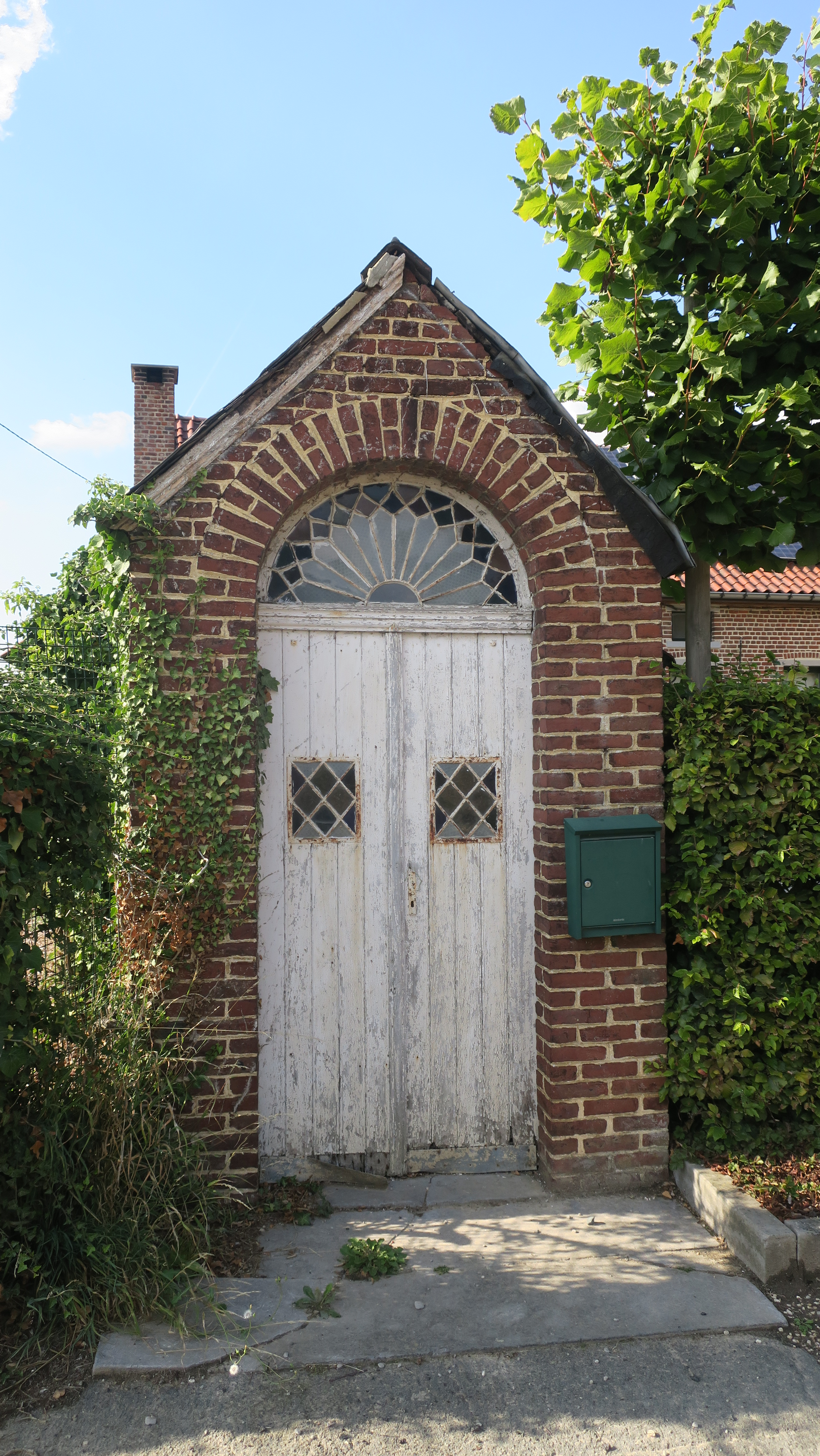
Vooraanzicht Heilige Josephkapel. Foto: Anne-Mie Havermans

De Heilige Josephkapel is gelegen in de Aerebeekstraat van de Vlaams-Brabantse gemeente Herne. De kapel is terug te vinden op de topografische legerkaart van 1880-1904 en dateert waarschijnlijk van het einde van de 19e eeuw.
De kapel is volledig opgetrokken in een rode baksteen waarvan het opgaand metselwerk is uitgevoerd in kruisverband. Het kapelgebouw is gebouwd tegen een schuur van de achterliggende hoeve. De ramen zijn bijzonder voor zowel de vormgeving als de versieringstechniek van het glas. Het bovenlicht van de deur heeft de vorm van een rondboog met een roedeverdeling die de zon symboliseert. In de dubbele deur zitten twee kleine ramen verwerkt met een ruitvormige indeling. Via deze ramen kan het interieur van de kapel bezichtigd worden. In zowel het bovenlicht als de kleine ramen zit versierd glas verwerkt. Het glas is bedrukt volgens een specifiek patroon met een keramische verf, daarna is dit op een lage temperatuur (ca. 600° C) gebakken. Deze techniek werd vanaf het begin van de 20e eeuw gebruikt om gebrandschilderd glas na te bootsen. De kapel huist onder een zadeldak dat in 2004 nog bekroond was door een smeedijzeren topkruis. Dit is de dag van vandaag verdwenen.
Het houten altaar is beschilderd met motieven zoals cirkels en bladvormige elementen en heeft een opschrift “H. JOSEPH BID VOOR ONS”. Centraal staat een polychroom beeld van H. Joseph op een sokkel met als opschrift ‘St. Joseph’. Het beeld en de sokkel komen niet met elkaar overeen, dus waarschijnlijk is dit niet het originele beeld.
De wand achter het altaar vertoont de restanten van een wandschildering met een blok- / steenpatroon. Achter het beeld van St. Joseph is een rondboognis geschilderd met een patroon van eikenbladeren.